# مكتبة تشستر بيتي

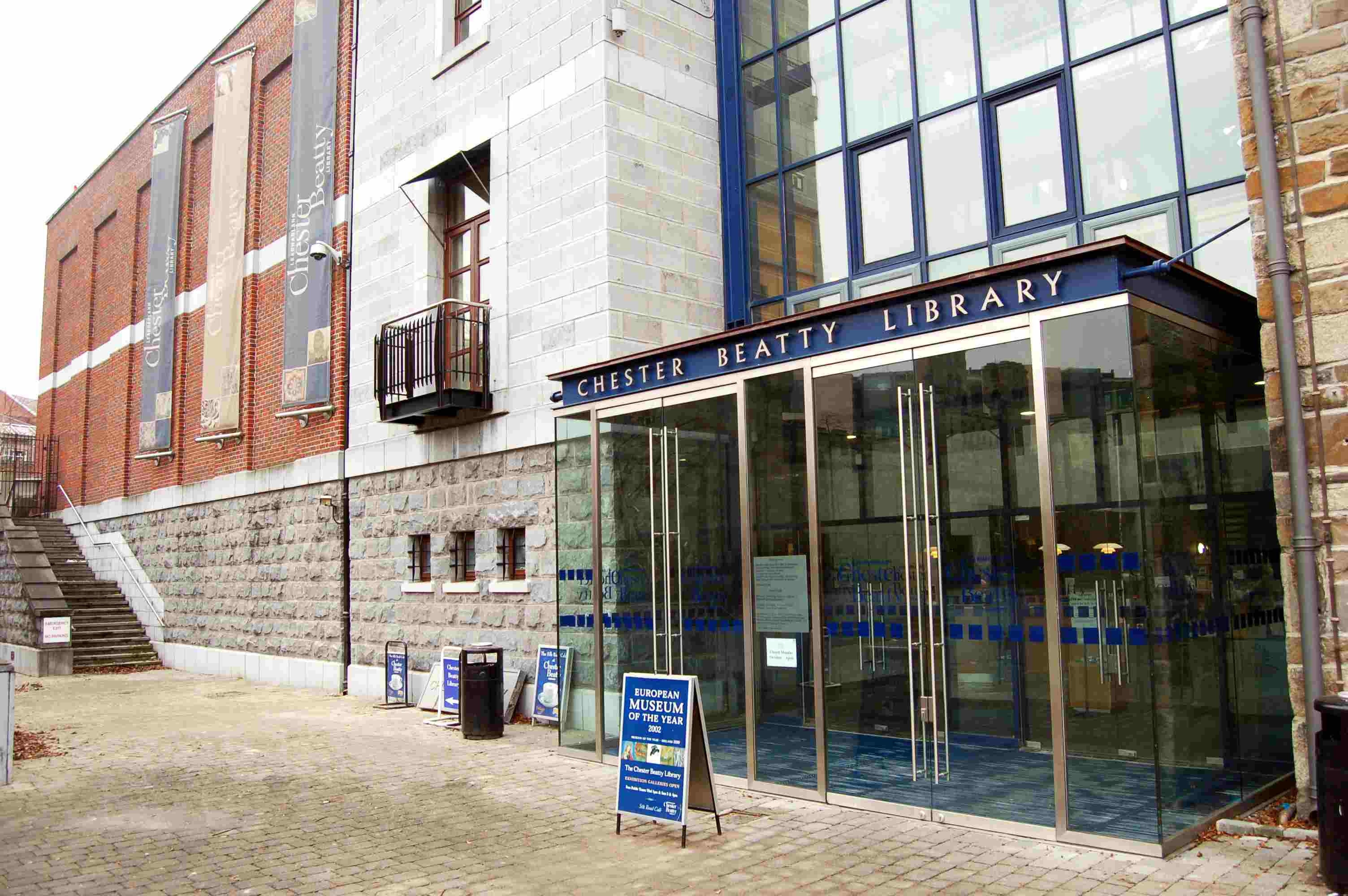
مدخل المكتبة.

مكتبة تشستر بيتي تأسست في دبلن في 1950 م لتجمع مقتنيات مليونير المناجم ألفرد تشستر بيتي. افتتحت المكتبة الحالية في قلعة دبلن في سنة 2000 م في الذكرى 125 لميلاد ألفرد وحصلت على جائزة المتحف الأوروبي لسنة 2002 م.

## المقتنيات الشرقية

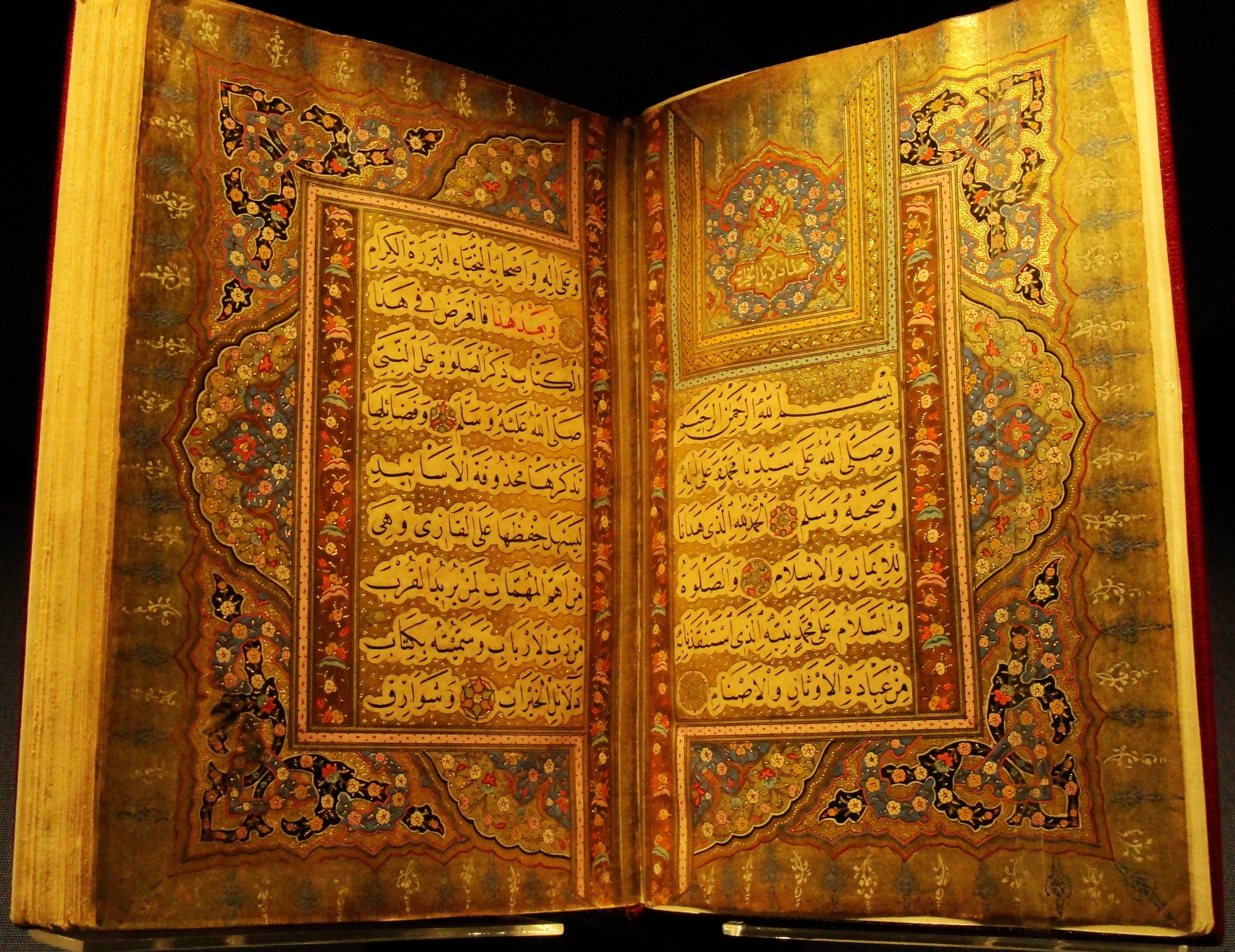
نسخة من كتاب دلائل الخيرات.

للمكتبة خزانة للمخطوطات الإسلامية ويبلغ عددها نحو أربعة آلاف مخطوط. وفيها مصحف بخط ابن البواب.
وقد أعد آربري عددًا من الفهارس للمخطوطات العربية في المكتبة.
لقاء مع كريستين روز بيرز أ. س. ر. رئيس قسم حفظ الأعمال في متحف تشستر بيتي حول حفظ المخطوطات الإسلامية

## مواقع خارجية
- موقع المكتبة